# HLB파나진
HLB파나진(HLB Panagene)는 대한민국의 PNA 기술 기반 체외진단 기업이다. 본사는 대전 유성구 탑립동 816번지에 위치해 있으며 대표이사는 장인근이다.

## 역사
2023년 HLB그룹 내 5개 관계사로 구성한'HLB컨소시엄'을 통해 300억원 규모 3자배정 유상증자 형태로 유전병 치료 소재 개발 및 암 진단 전문기업 파나 진을 인수했다. 2000년 8월 16일에 상장하였다.

## 참고문헌
1. ↑  유수현, 한국IR협의회 기술분석보고서-파나진, 2022.03.28.
2. ↑  "현금 자산 충분"•• 추가 M&A 가능성HLB파나진 대해부①, 이데일리, 2024-06-03
3. ↑  장인근 HLB파나진 대표 "한국의 로슈•큐아젠 될 것", 이데일리, 2024-05-30
4. ↑  서윤석, HLB그룹, 파나진 300억 인수..”암 진단 강화”, 바이오스펙테이터, 2023-06-21